# Adenopterus roseola
Adenopterus roseola är en insektsart som först beskrevs av Andrej Vasiljevitj Gorochov 1986.  Adenopterus roseola ingår i släktet Adenopterus och familjen syrsor. Inga underarter finns listade i Catalogue of Life.